# 채 선후
채 선후(蔡宣侯, ? ~ 기원전 715년), 혹 채 선공(蔡宣公)은 중국 춘추 시대의 인물로, 제11대 채후이다. 성은 희(姬), 휘는 조보(措父), 고보(考父) 혹은 해론(楷論)이다.
제10대 채후 채 대후의 아들로, 대후 10년(기원전 750년)에 아버지가 죽자 그 뒤를 이었다. 재위 35년 만에 죽어 아들 환후 봉인이 뒤를 이었다.